# Helix mileti
Helix mileti is een slakkensoort uit de familie van de Helicidae. De wetenschappelijke naam van de soort is voor het eerst geldig gepubliceerd in 1906 door Kobelt.